# Polymixis atossa
Polymixis atossa is een vlinder uit de familie uilen (Noctuidae). De wetenschappelijke naam is voor het eerst geldig gepubliceerd in 1941 door Wiltshire.
De soort komt voor in Europa.